# Autoridade de Proteção do Estado
A Autoridade de Proteção do Estado (em húngaro: Államvédelmi Hatóság, ÁVH) foi a polícia secreta da República Popular da Hungria de 1945 a 1956. A ÁVH foi concebida como um apêndice externo da KGB da União Soviética na Hungria, responsável por apoiar o Partido dos Trabalhadores Húngaros no poder e perseguir criminosos políticos. A ÁVH ganhou reputação de brutalidade durante uma série de expurgos, mas foi gradualmente controlada sob o governo de Imre Nagy, um reformista moderado, depois que ele foi nomeado primeiro-ministro da Hungria em 1953. A ÁVH foi dissolvida pelo governo revolucionário de Nagy durante a Revolução Húngara de 1956 e sucedida pelo Ministério do Interior III.
Os dados arquivados relativos ao ÁVH e ao Ministério do Interior III são disponibilizados através dos Arquivos Históricos da Segurança do Estado Húngaro [hu]. 

## História
Em 1945, foi criado o Departamento de Polícia Política do Estado de Budapeste (Budapesti Főkapitányság Politikai Rendészeti Osztálya, PRO). Em 1946, foi reformado no Departamento de Defesa do Estado da Polícia Estadual Húngara (Magyar Államrendőrség Államvédelmi Osztálya, ÁVO). Em 1950 foi reformada na Autoridade de Proteção do Estado, (Államvédelmi Hatóság, ÁVH). 
Entre 1945 e 1952, Gábor Péter (Benjamin Eisenberger) foi o chefe absoluto da Autoridade de Proteção do Estado (Államvédelmi Hatóság), responsável por muita crueldade, brutalidade e muitos expurgos políticos. László Rajk, o Ministro Comunista do Interior, desempenhou um papel crucial na organização da Autoridade de Proteção do Estado (ÁVH), mas em 1949 foi uma de suas vítimas e em 1º de janeiro de 1950 a ÁVH tornou-se uma autoridade independente e foi removida da autoridade do Ministério do Interior e assumiu a Guarda de Fronteira das forças armadas. 

### Preparativos para o julgamento de Wallenberg em 1953
As ações do ÁVH não estavam sujeitas à revisão judicial e permaneceram assim até o início da era pós-Stalin. Em 7 de abril de 1953, no início da manhã, Miksa Domonkos, um dos líderes da comunidade judaica Neóloga em Budapeste, foi sequestrado por oficiais do ÁVH para extrair "confissões".  Os preparativos para um julgamento-espetáculo começaram em Budapeste em 1953 para provar que Raoul Wallenberg não havia sido arrastado em 1945 para a União Soviética, mas sim vítima de sionistas cosmopolitas. Para os propósitos deste julgamento-espetáculo, mais dois líderes judeus – Dr. László Benedek e Lajos Stöckler (um líder dos judeus neólogos da Hungria) – bem como duas supostas "testemunhas oculares" – Pál Szalai e Károly Szabó – foram presos e interrogados por tortura.
As últimas pessoas a conhecer Wallenberg em Budapeste foram Otto Fleischmann, Károly Szabó e Pál Szalai, que foram convidados para um jantar no edifício da Embaixada da Suécia na rua Gyopár em 12 de janeiro de 1945.  No dia seguinte, 13 de janeiro, Wallenberg contatou os russos. Em 1953, Otto Fleischmann havia deixado a Hungria, trabalhando como médico em Viena, Antuérpia, Ghent, Milão, Turim e Gênova.
Em 8 de abril de 1953, Károly Szabó foi capturado na rua e preso sem qualquer procedimento legal. Sua família não teve notícias dele durante os seis meses seguintes. Um julgamento secreto foi conduzido contra ele, do qual não há registros oficiais disponíveis até o momento. Após seis meses de interrogatório, os réus foram levados ao desespero e à exaustão.
A ideia de que os "assassinos de Wallenberg" eram sionistas de Budapeste foi apoiada principalmente pelo líder comunista húngaro e reformador democrático Ernő Gerő (um judeu não judeu nascido como Ernő Singer), o que é demonstrado por uma nota enviada por ele ao primeiro secretário Mátyás Rákosi (outro judeu não judeu nascido como Mátyás Rosenfeld).  O julgamento-espetáculo foi então iniciado em Moscou, após a campanha antisionista de Stalin. Após a morte de Stalin e, um pouco mais tarde, a execução do ex-chefe da NKVD, Lavrentiy Beria, os preparativos para o julgamento foram finalmente interrompidos e as pessoas presas foram libertadas no outono de 1953 sob a condição de não divulgarem nenhuma parte da prisão. Lajos Stöckler ficou gravemente debilitado psicologicamente pela tortura. Miksa Domonkos passou uma semana no hospital e morreu logo depois em casa, principalmente devido à tortura a que havia sido submetido. 

### Na Revolução Húngara de 1956
Durante a Revolução Húngara de 1956, elementos dos insurgentes rastrearam e mataram oficiais e informantes conhecidos e suspeitos da ÁVH. Quando a Revolução começou, uma multidão de cerca de milhares de pessoas atacou a sede da polícia em Budapeste, gritando slogans como "derrubem a estrela!" e "libertem os prisioneiros!", referindo-se à enorme estrela vermelha que ficava no telhado do prédio, um símbolo do comunismo e dos muitos prisioneiros mantidos lá dentro. Temendo pelas vidas dele e de seus oficiais, o chefe da polícia deixou a multidão entrar no prédio, permitindo que eles prendessem quaisquer prisioneiros políticos que quisessem. Durante a revolução, o governo de Imre Nagy aboliu a agência. 
Durante e após o cerco à sede do Partido dos Trabalhadores Húngaros (na Praça da República, Köztársaság tér), alguns membros do ÁVH foram linchados, um fato mais tarde amplamente utilizado na propaganda do partido para respaldar a alegação de que a revolução era de natureza "fascista, antissemita e reacionária". 

### Perseguição pela milícia de József Dudás

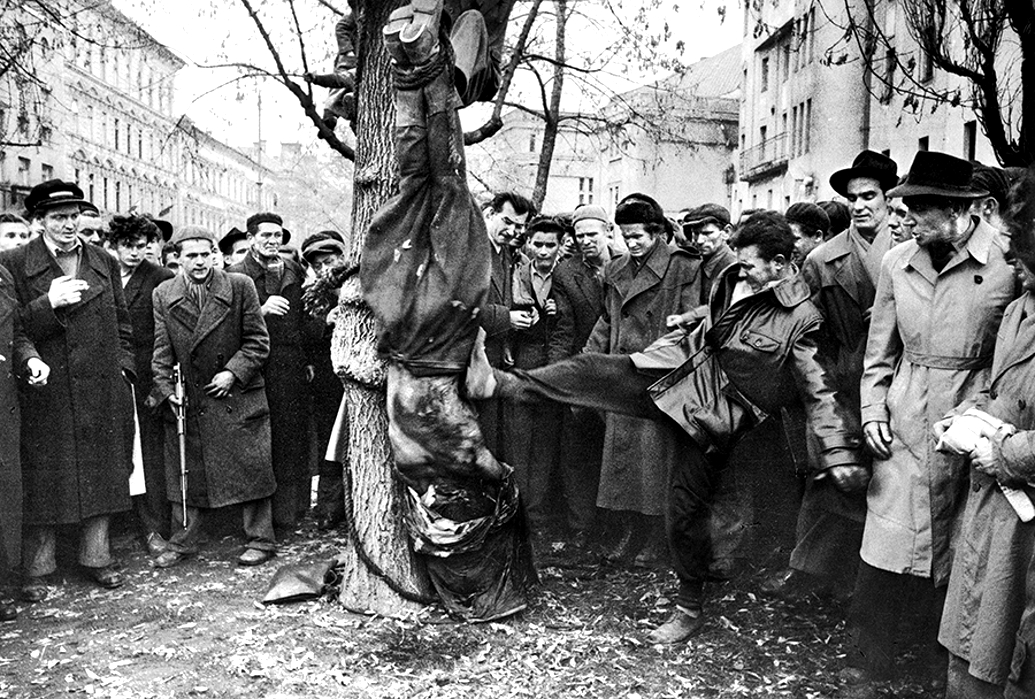
Manifestantes chutam o corpo de um soldado morto do ÁVH

Os ataques ao ÁVH tornaram-se uma atividade significativa somente com o estabelecimento de tréguas informais entre as organizações de combate controladas por estudantes e as tropas soviéticas em Budapeste. Livre da necessidade de combate imediato, a milícia József Dudás planejou uma série de represálias contra oficiais do ÁVH, informantes e, em algumas ocasiões, contra membros comuns do Partido Comunista envolvidos na revolução. 
Em 29 de outubro, na segunda semana da revolução, a milícia Dudás atacou a sede da polícia secreta em Budapeste, massacrando o ÁVH em seu interior. Este evento foi bem documentado por jornalistas e fotógrafos ocidentais e orientais, e constituiu a principal prova contra Imre Nagy e outros membros de seu gabinete nos Livros Brancos. 
Uma testemunha ocular ocidental disse:
| “ | A polícia secreta jaz retorcida na sarjeta [...] os húngaros não tocarão no cadáver de um homem do ÁVH, nem mesmo para fechar os olhos ou endireitar o pescoço. | ” |

Após a milícia de Dudás atacar o prédio, a multidão ao redor linchou vários oficiais do ÁVH. Nas fotos do ataque, é possível ver claramente os recibos de pagamento do partido expostos sobre os cadáveres, demonstrando que os soldados do ÁVH recebiam pelo menos 10 vezes o salário de um trabalhador braçal. 
Quando os conselhos estudantis e operários descobriram o que o grupo Dudás estava fazendo, instituíram patrulhas armadas para prender e deter membros do ÁVH, para sua própria segurança e para futuros julgamentos planejados. Como resultado dos massacres de Dudás e da política de prisão dos estudantes, muitos membros do ÁVH se entregaram voluntariamente aos conselhos estudantis ou operários em busca de custódia protetora. Isso refletia a política compartilhada entre estudantes e operários de manter a revolução pura e sem derramamento de sangue. Dudás era procurado para prisão pelos conselhos estudantis e operários. 
Não é de surpreender que, quando o Pacto de Varsóvia interveio na revolução para apoiar o governo, oficiais do ÁVH tenham realizado represálias brutais contra aqueles que haviam matado seus camaradas. O ÁVH, em geral, tinha como alvo todos os revolucionários e recebeu assistência significativa do aparato de segurança da União Soviética, que prendeu o governo de Nagy, o general Pál Maléter, e deportou um estudante e trabalhadores para a União Soviética. 

### Casa do Terror
Logo após a saída do Partido da Cruz Flechada, o prédio sob o endereço Avenida Andrássy, 60, tornou-se a sede do ÁVH. O prédio agora é um museu chamado "Casa do Terror", em homenagem às vítimas de ambos os sistemas políticos. 

### Fim do ÁVH
O governo subsequente de János Kádár não quis ressuscitar o ÁVH sob este nome após 1956 (Kádár foi torturado pelo ÁVH na década de 1950), mas ele prosperou no sistema do Ministério do Interior. Isso deve ser considerado à luz do uso do aparato de segurança soviético diretamente na Hungria após a revolução de 1956 e na preparação para o julgamento de Nagy e "seus cúmplices". Entre 1956 e 1963, Kádár, um oportunista nato, travou uma batalha interna no partido contra os stalinistas linha-dura, embora tenha aceitado os serviços de muitos ex-torturadores cruéis do AVH. 
A vitória de Kádár foi marcada em 1963 por uma anistia geral para os revolucionários de 1956, um sinal da ausência de uma polícia política. A Hungria se tornaria o único país do Pacto de Varsóvia sem um serviço formal de inteligência, já que todas as funções de inteligência e espionagem estavam sob a responsabilidade do AVH e, posteriormente, do Ministério do Interior húngaro. 

## Função
Enquanto o aparato de segurança operava, apoiava diretamente o Partido dos Trabalhadores Húngaros (MDP), com pouca referência às normas governamentais. Esse apoio se dava principalmente por meio da coleta secreta de informações, em grande parte por meio de uma vasta rede de informantes, semelhante ao sistema utilizado pelo Ministério da Segurança do Estado (Stasi) na República Democrática Alemã. 
A rede de investigação foi complementada com um mecanismo de prisões secretas, seguidas por extensos períodos de tortura (com duração entre 3 e 18 meses). Quando o aparato extraía confissões de qualidade variável de um prisioneiro, o sistema de procuradores públicos e tribunais do Estado era chamado para tomar uma decisão sobre a sentença. Esta era a norma de operação para o ÁVH e era divergente apenas em questões de máxima segurança do Estado; por exemplo, a prisão ilegal e a detenção solitária por tempo indeterminado da agente do Partido Comunista da Grã-Bretanha, Edith Bone. Apesar da natureza forçada das confissões, as retratações no julgamento não eram consideradas um perigo para o processo, devido à ameaça óbvia de tortura contínua durante um recesso do julgamento. 

### Atividades internacionais
O ÁVH também auxiliou o aparato de segurança da esfera soviética realizando julgamentos-espetáculo. Em dois casos, o ÁVH recebeu o privilégio de liderar um ataque contra elementos indesejados em toda a Hungria. Em 1948, o cardeal católico romano József Mindszenty foi julgado e preso. Em 1949, o ÁVH prendeu László Rajk, membro do Partido Comunista Húngaro e organizador do ÁVH, que foi então julgado e executado por nacionalismo e titoísmo em um julgamento-espetáculo que significou para o movimento comunista internacional que a Iugoslávia era agora uma ameaça. 

### Campos de concentração
Após a sentença, os presos políticos foram presos. Para servir a esse propósito, mais instituições penais (a prisão em Vác, a prisão de trânsito, a prisão de segurança estatal na Rua Mosonyi) e campos de internamento (em Kistarcsa, Recsk, Tiszalök, Kazincbarcika e, de acordo com as pesquisas mais recentes, em Bernátkút e Sajóbábony ) foram colocados sob a supervisão da Autoridade de Proteção do Estado.  Os mais notórios desses campos estavam em Recsk, Kistarcsa, Tiszalök e Kazincbarcika. 
Esses campos eram mistos e variados. Os primeiros campos tendiam a ser mais rudes e cruéis. Em particular, o status dos ex-membros do partido variava. Nos campos anteriores a 1953, eles eram tratados com mais severidade do que outros prisioneiros. Depois de 1953, os ex-membros do partido constituíam uma verdadeira aristocracia dentro das prisões. Além disso, antes de 1953, certos campos tinham como objetivo a morte eventual dos presos devido ao excesso de trabalho e maus-tratos. Em vários casos, a tortura era uma parte essencial da vida e da disciplina no campo. 
O primeiro governo de Imre Nagy, de 1953 a 1955, melhorou muito as condições nos campos e interrompeu os esforços para exterminar prisioneiros políticos. 

## Sucessor
O Ministério do Interior húngaro criou o Ministério de Assuntos Internos III para fins de inteligência interna e externa até o fim da Guerra Fria. Ele operava com consideravelmente mais moderação do que o ÁVH. 